# Turingestenen
Turingestenen, Sö 338, är en runsten som nu är placerad mot en vägg i vapenhuset till Turinge kyrka i Turinge socken. 

## Stenen
Stenen är rest till minne efter Torsten, en vikingatida hövding och hans döde broder. Dess ornamentik består av ett välformat rundjur vars hals och svans är låsta i basen med ett iriskt koppel. Ristningen är utförd på den rektangulära runstenens framsida men runor finns även på dess vänstra kortsida. På stenens övre del ovanför den draklika ormens nos är ett kristet kors som vilar ovanpå en kvadrat. Korsarmarna binds samman i dess inre nav med en ring och i korsbilden samtliga yttre hörn är mindre kors påsatta. Av rundjurets utseende kan stenen dateras till 1000-talets andra hälft.

## Inskriften
Inskriften med runor:
§A	᛫ ᚴᛂᛏᛁᛚ ᛬ ᛅᚢᚴ ᛭ ᛒᛁᚬᚱᚾ ᛭ ᚦᛅᛁᛦ ᛫ ᚱᛅᛁᛋᛏᚢ ᛫ ᛋᛏᛅᛁᚾ ᛭ ᚦᛁᚾᛅ ᛫ ᛅᛏ ᛭ ᚦᚬᚢᚱᛋᛏᛅᛁᚾ ᛬ ᚠᛅᚦᚢᚱ ᛭ ᛋᛁᚾ ᛭ ᛅᚾᚢᚾᛏᚱ ᛭ ᛅᛏ ᛫ ᛒᚱᚢᚦᚢᚱ ᛭ ᛋᛁᚾ ᛭ ᛅᚢᚴ ᛬ ᚼᚢᛋᚴᛅᚱᛁᛅᛦ ᛭ ᚼᛁᚠᛁᛦ ᛭ ᛁᛅᚠᚾᛅ ᛭ ᚴᛁᛏᛁᛚᛅᚢ ᛅᛏ ᛭ ᛒᚢᛅᚾᛏᛅ ᛋᛁᚾ ¶ ᛒᚱᚢᚦᚱ ᚢᛅᛦᚢ ᚦᛅᛦ ᛒᛁᛋᛏᚱᛅ ᛘᛅᚾᛅ ᛬ ᛅ ᛬ ᛚᛅᚾᛏᛁ ᛫ ¶ ᛅᚢᚴ ᛬ ᛁ ᛚᛁᚦᛁ ᛬ ᚢᛏᛁ ᛬ ᚼᛁᛚᛏᚢ ᛋᛁᚾᛁ ᚼᚢᛋᚴᛅᚱᛚᛅ ᛬ ᚢᛁ ᛭
§B	ᚼᛅᚾ ᛭ ᚠᛁᛅᛚ ᛭ ᛁ ᛭ ᚢᚱᚢᛋᛏᚢ ᛭ ᛅᚢᛋᛏᚱ ᛭ ᛁ ᛭ ᚴᚯᚱᚦᚢᛘ ᛭ ᛚᛁᛋ ᛭ ᚠᚢᚱᚢᚵᛁ ᛭ ᛚᛅᚾᛘᛅᚾᛅ ᛭ ᛒᚽᛋᛏᚱ
Translitterering av runraden:
§A · ketil : auk + biorn + þaiʀ + raistu + stain + þin[a] + at + þourstain : faþur + sin + anuntr + at + bruþur + sin + auk : hu[skar]laʀ + hifiʀ + iafna + ketilau at + buanta sin · ¶ bruþr uaʀu þaʀ bistra mana : a : lanti auk : i liþi : uti : h(i)(l)(t)u sini huska(r)la : ui- + 
§B han + fial + i + urustu + austr + i + garþum + lis + furugi + lanmana + bestr
Normalisering till runsvenska:
§A Kætill ok Biorn þæiʀ ræistu stæin þenna at Þorstæin, faður sinn, Anundr at broður sinn ok huskarlaʀ æftiʀ(?) iafna, Kætiløy at boanda sinn. Brøðr vaʀu þæiʀ bæztra manna, a landi ok i liði uti, heldu sina huskarla ve[l]. 
§B Hann fioll i orrustu austr i Garðum, liðs forungi, landmanna bæztr.
Översättning till nusvenska:
Kettil och Björn de reste sten denna åt Torsten, fader sin, Anund åt broder sin och huskarlar efter (deras) jämlike. Kettilö åt (hus)-bonde sin. Bröderna vore de bästa män i landet och i (krigar)skaran utomlands. (Torsten) höllo sina huskarlar väl. Han föll i strid öster i Gårdarike, (krigar)skarans främste (och av) landmän (den) bäste.